# Qurnat as Sawda'
Qurnat as Sawda' (ou Qornet es Saouda, القرنة السوداء) é uma montanha do Líbano e do Levante,  localizado na cordilheira denominada Monte Líbano. Com cerca de 3088 m de altitude máxima, constitui o ponto mais alto do país. Fica na região centro-norte do território libanês.